# Лачинов Дмитро Олександрович
Дмитро Олександрович Лачинов (Тамбовської губернії — , Санкт-Петербург) — російський фізик, електротехнік, метеоролог і кліматолог, винахідник, педагог і популяризатор науки. Першим сформулював умови передачі електроенергії на великі відстані (опубліковано на початку 1880 року в першому номері журналу «Електрика»), видав перший в Росії підручник (курс) «Метеорології і кліматології» (1889); ім'ям ученого названо багато електротехнічних приладів. Засновник кафедри фізики Лісотехнічної академії (1864).

## Біографія
Вчений походив із старовинного руського роду Лачиновых, що веде родовід від воєводи Григорія Григоровича Лачина (середина XV ст.). Батько — підполковник Олександр Петрович Лачинов, учасник Вітчизняної війни 1812 року, двічі дійшов до Парижа (1814 і 1815). Мати — Марія Іванівна Фролова. Дружина — Лаура Бенедиктовна Нагель, шведка. Він:
- молодший брат військового історика Н. А. Лачинова, хіміка П. А. Лачинова й письменниці П. А. Лачиновой (П. Летнев),
- дядечко філолога, теоретика театру, актора В. П. Лачинова,
- шурин інженера А. Б. Нагеля й архітектора Ф.-О. Б. Нагеля,
- дід художника Л. А. Шульца,
- прадід физикохимика М. М. Шульца.

По закінченні 1-ї Санкт-Петербурзької гімназії в 1859 році вступив на фізико-математичний факультет Санкт-Петербурзького університету, де його вчителями були чудові російські вчені П. Л. Чебышев, Е. Х. Ленц, Ф. Ф. Петрушевський. Внаслідок закриття університету у 1862 році Дмитро Олександрович спрямований у Німеччину, де 2,5 року в Гейдельберзі й Тюбінгені займався фізикою під керівництвом видатних вчених Р. Л.-Ф. Гельмгольца, Н. В. Бунзена і Р. Кірхгофа. Після повернення в Санкт-Петербург здав іспит на ступінь кандидата фізико-математичних наук. Науково-педагогічну діяльність у Лісовому інституті Д. А. Лачинов починав штатним викладачем у 1865 році на кафедрі фізики, заснованої ним у 1864 році; (1877 — доцент, а з 1890 року — професор кафедри фізики і метеорології).

## Наукові досягнення
Наукові інтереси Д. А. Лачинова полягали в області технічних додатків електрики. І тут з його ім'ям пов'язано багато.
Він довів перевагу паралельного включення дугових ламп, вказав на можливість змішаного їх спільного включення з лампами розжарювання. Йому належать багато винаходів, у тому числі — носять ім'я Д. А. Лачинова: гальванічна батарея особливої конструкції, регулятор напруги в залежності від числа введених в ланцюг ламп, застосування губчастого свинцю для покриття акумуляторних пластин, прилад для виявлення дефектів електричної ізоляції, оптичний динамометр, «електролізер» (пріоритет електролітичного одержання водню і кисню з води), автоматичний регулятор, малося на увазі застосування в повітроплаванні — для створення легких двигунів, але сам винахідник найбільше був здивований теоретичною стороною вирішення питань і багато іншим.

### Електромеханічна робота
У середині 1880 р. у першому номері журналу «Електрика», який почав видавати великий друг Дмитра Олександровича Ст. Н. Чиколев, Д. А. Лачинов опублікував статтю «Електромеханічна робота», в якій вперше вказав шляхи вирішення проблеми передачі електроенергії на великі відстані. Основна думка Д. А. Лачинова зводилася до того, що для збереження ККД передачі електроенергії необхідно збільшувати напругу, що передається по мірі збільшення відстані пропорційно кореню квадратному з опору ланцюга (чим знімається залежність ККД від відстані). Прямий наслідок роботи Д. А. Лачинова — початок створення високовольтної техніки, що викликало застосування силових трансформаторів, формування всієї системи трифазного змінного струму і високовольтних ліній електропередачі. За кордоном тільки в серпні 1881 з'явилася стаття, в якій повторювалися висновки Д. А. Лачинова майже дослівно. Видатний електротехнік Михайло Андрійович Шателен пише:
| Ліві лапки | В этой статье, названной «Электромеханическая работа», Д. А. Лачинов разбирает работу машин, действующих и в качестве генераторов, и в качестве двигателей..., и приходит к важному выводу о возможности передачи электроэнергии на большие расстояния по проводам, пользуясь токами высокого напряжения. | Праві лапки |

За словами М. А. Шателен професор Д. А. Лачинов вперше, задовго до М. Депре, розробив основні теоретичні питання, що стосуються областей електропередачі. З його теоретичних робіт найбільший інтерес представляли дослідження, присвячені передачі та розподілу електроенергії. М. А. Шателен був твердо переконаний, що вивчення цих питань Д. А. Лачинов почав в кінці 1870-х років, тобто ще до перших дослідів А. Депре. Б. Н. Ржонсницкий, на прямому порівнянні публікацій Д. А. Лачинова і М. Депре, довів незаперечний пріоритет першого.
У своїй статті Д. А. Лачинов вказав на можливість перетворювати тепло безпосередньо в електрику. Для цієї мети можуть служити термоелектричні батареї". Отримав так добре відому тепер формулу для двигуна постійного струму: IR=U — E (де U — напруга на якорі, Е — противоэдс, I — струм в якірному ланцюзі, R — опір обмотки якоря). У статті також вперше докладно розглянуті особливості роботи електродвигунів незалежного, паралельного і послідовного збудження. Викладені в ній теоретичні принципи послужили «керівною ниткою при всіляких практичних міркуваннях і проектах».

Зачіпаючи тему наукової періодики, слід пам'ятати, що кон'юнктурна «боротьба за читача» завжди була властива журналістиці, тому завжди коштувало чималих сил довести доцільність публікацій спеціальної наукової спрямованості, переконаним поборником яких був і Д. А. Лачинов. Розробляючи теорію електропередачі, він підняв прапор боротьби за електротехніку як науку, засновану на математичному аналізі явищ. Він упевнено запроваджував математичний метод в нову галузь техніки. Положення того часу зобов'язувало Д. А. Лачинова заявити: «Так як навіть в середовищі електротехніків ми чуємо думки про недоречність для журналу статей, подібних до цієї, переповнених нудними і марними формулами (хоча в сутності теорія динамомашин розвинена тут коротко і елементарно), то тим більше ймовірно, що між сторонніми читачами знайдеться багато осіб, що тримаються того ж погляду». Далі Д. А. Лачинов вдався до наступної метафори:
| Ліві лапки | Мы, напротив, считаем, что распространение теоретических сведений между электротехниками совершенно необходимо, в подтверждение чего позволим себе привести давнишнее, но верное сравнение человека, лишённого теоретических знаний, со слепым, принужденным подвигаться вперед ощупью. Если искание истины возможно и с завязанными глазами, то нельзя не согласиться, что этот способ труден и неудобен. | Праві лапки |

У 1878 р. Д. А. Лачинов за дорученням Імператорського Російського Технічного Товариства (РТТ) їздив у Париж на Всесвітню виставку (одним із завдань цієї відрядження було вивчення системи професійної освіти у Франції, чому присвячено повідомлення Д. А. в Комісії РТЗ 9 березня 1879), а в 1881 р. він представляв Російський відділ на Міжнародній електротехнічній виставці в Парижі, де демонструвалися його винаходи. За успішну діяльність як комісара Російського відділу Д. А. Лачинов був удостоєний кавалерства Ордена Почесного легіону (офіцерського ступеня) і отримав бронзову медаль за свої винаходи.

### Електролітичний спосіб отримання водню і кисню
У 1888 році Д. А. Лачинов першим запропонував електролітичний спосіб отримання і промислового виробництва водню і кисню, і застосування збагаченого киснем дуття в металургії і скляному виробництві. У своїх патентах Д. А. Лачинов передбачав отримання водню і кисню як при нормальному, так і при підвищеному тиску, а також пропонував конструкцію ванн з монополярными і біполярними електродами. Д. І. Менделєєв в «Основах хімії» вказує на майбутність цієї технології:
| Ліві лапки | Так как получение гальванического тока с помощью динамомашин, пользуясь топливом, ветром, водопадами и другими силами природы, и вследствие возможности проводить токи на далекие расстояния, — постепенно, но постоянно (особенно с последней четверти XIX столетия) упрощается и удешевляется, то электролитическое разложение многих сложных тел приобретает большое значение, и электротехника все более и более приобретает прав на пользование ею для практических целей во множестве химических производств. Поэтому предложение проф. Д. А. Лачинова получать чрез электролиз (или 10—15%-ного раствора едкого натра или 15%-ного раствора серной кислоты) кислород и водород (оба могут иметь множество приложений) может иметь своё практическое значение, по крайней мере, в будущем времени. Вообще электролитические методы разложения имеют по своей простоте большую будущность, но поныне, когда получение тока еще обходится дорого, их приложение ограничено. | Праві лапки |

### Метеорологія та кліматологія. Газорозрядна візуалізація
Дмитро Олександрович створив у Лісовому інституті одну з перших у Росії лабораторій для навчальних практичних занять фізики, поступалися тільки кабінету Санкт-Петербурзького університету, організував при кафедрі метеорологічну станцію, у міру поповнення обладнання якої, спостереження стали регулярними.
Розвиваючи цикл своїх метеорологічних досліджень, продовжуючи роботу над вивченням вольтової дуги і фотографії (і те й інше — з 1877), в кінці 1870-х — початку 1880 років Д. А. Лачинов публікує в «російського Інваліда» ряд статей, які зачіпають різні аспекти цих наукових програм і комплексне їх застосування: «Новий спосіб фотографування» (1878 № 14), «Электрография» (1879 № 98), «Фосфоресценція та її застосування до фотографії» (1880 № 331) та інші; влітку і восени 1887 року у фізичній лабораторії Лісового інституту Д. А. Лачинов моделював форми атмосферної електрики — диференціації електророзрядів в газовому середовищі.В процесі перших дослідів знімався яскравий розряд (іскра індукційної котушки, з'єднаної з конденсаторами) або — неяскравий, коли введенний в ланцюг опір давав тривалий тліючий розряд. Друга і третя серія дослідів проводилася без камери — розряд ковзав по поверхні сухої пластинки і залишав на ній слід, який при прояві робився видимим — ні що інше, як один з перших прикладів так званої газорозрядної візуалізації.